# 日建産業 (岐阜県)
日建産業株式会社（にっけんさんぎょう）は、岐阜県岐阜市今町四丁目20番地に本社を置く、医薬品総合商社であった。現在は、アルフレッサ ホールディングスグループの一社「アルフレッサ日建産業」である 

## 概要
- 設立 昭和22年9月25日
- 資本金 6,000万円
- 代表取締役社長 林 一成

## 大株主
- 林弘
- 堀美喜子
- 近藤銀一
- 林一成
- 小野木紘一

## 営業所
- 岐阜県:岐阜市・羽島郡・大垣市・多治見市・美濃加茂市・郡上郡・ 高山市
- 富山県:富山市（アルフレッサ日建産業設立で廃止）
- 愛知県:名古屋市（アルフレッサに譲渡）

## 沿革
- 1947年9月 「日本建設産業株式会社」（現・住友商事株式会社）の岐阜県総代理店として建築資材・食品雑貨などの販売を目的として「日建産業株式会社」を設立（代表取締役社長・林弘）
- 1948年9月 「日本建設産業株式会社」が「日新化学工業株式会社」（現・住友化学工業株式会社）から生産される統制医薬品の中央販売業者指定を受ける
- 1948年9月 地方販売業者の指定うけ医薬品の販売
- 1954年7月 高圧ガス取扱業者の指定うけ医療用酸素の販売
- 1958年4月 麻薬卸売業者の指定をうけ卸売販売を開始
- 1958年4月 「郡上出張所」開設（岐阜県郡上郡八幡町）
- 1960年5月 「大垣出張所」開設（岐阜県大垣市）
- 1963年6月東京都に「大鵬薬品工業株式会社」（大塚製薬と全国の主要卸業者が出資して設立された企業である）設立。岐阜地区独占販売契約を締結。大鵬薬品は1県1社代理店制度を採用する
- 1964年2月 「ダイキン工業株式会社」と代理店契約
- 1964年6月 「冷暖房部門」を分離し「日建工業株式会社」設立
- 1965年6月 高山出張所（岐阜県高山市）開設
- 1965年11月 本社新社屋完成
- 1966年2月 「多治見出張所」（岐阜県多治見市）開設
- 1967年5月 レントゲンフィルム、分包機等医療機器及び材料の取扱いを開始
- 1968年4月 「郡上」・「大垣」・「高山」・「多治見」各出張所を営業所に昇格
- 和38年6月東京都に「大鵬薬品工業株式会社」（大塚製薬と全国の主要卸業者が出資して設立された企業である）設立。山形地区独占販売契約を締結。大鵬薬品は1県1社代理店制度を採用する
- 1969年6月 「富山営業所」（富山県富山市）開設
- 1976年1月 「名古屋営業所」（愛知県名古屋市）開設
- 1981年11月 「コンピュータ部門」を分離し「日建コンピュータシステム株式会社」設立
- 1987年5月 「美濃加茂営業所」（岐阜県美濃加茂市）開設
- 1990年12月 林弘が代表取締役会長・林一成が代表取締役社長に就任
- 1992年11月 「日建コンピュータシステム株式会社」吸収合併
- 1995年11月 「岐南配送センター」開設（岐阜県羽島郡岐南町）
- 2000年4月 介護事業に参入
- 2001年12月 「日建ヘルスメディカル株式会社」設立
- 2002年12月 「福神株式会社」と業務提携
- 2003年1月 「岐南配送センター」を「名古屋営業所」内に移転
- 2003年2月 「備蓄センター」開設（岐阜県羽島郡岐南町）
- 2005年4月 岐阜県下における医薬品卸売事業の営業権を「アルフレッサ株式会社」から譲受
- 2005年4月「アルフレッサ株式会社」に愛知県下における医薬品卸売事業の営業権を譲渡
- 2005年4月「日建産業株式会社」から「アルフレッサ日建産業株式会社」へ商号変更
- 2005年4月「大垣」・「多治見」・「美濃加茂」・「高山」・「富山」の各営業所を支店に昇格
- 2005年9月 「富山支店」閉鎖

## 関連会社
- 日建工業株式会社
- 日建ヘルスメディカル株式会社

## 主な取引メーカー
- 住友製薬
- 大塚製薬
- 三共
- 大鵬薬品
- 協和発酵
- 日本ケミファ
- 小野薬品
- エーザイ
- 中外製薬
- 日研化学
- グラクソ・ウエルカム
- アズウェル
- 大正富山医薬品
- 日本シエーリング（現在はバイエル薬品）
- ブリストルマイヤーズスクイブ
- 萬有製薬
- 日本アップジョン

## 昭和20年代の主力商品
- アイオミン（日新化学）
- ズルチン（日新化学）
- ネオシロゲン（日新化学）
- ダン（日新化学）
- パス（日新化学）
- ペニシリン（日本生物化学研究所）
- ミグレニン（淀川製薬）
- フストジル（京都薬品工業）
- アストラニン（伊吹正化学工業）
- プラスマ（日本製薬）
- ストレプトマイシン（協和発酵）
- エナルモン（帝国臓器）